# Aerosmith (альбом)
Aerosmith — дебютный студийный альбом американской хард-рок-группы Aerosmith, выпущенный 5 января 1973 года на лейбле Columbia Records.

## Об альбоме
Aerosmith был записан за две недели октября 1972 года в бостонской студии звукозаписи Intermedia Sound Studio.
При переиздании в 1976 году диск занял 21-е место в американском чарте Billboard Top LPs & Tape.

## Список композиций
Все песни принадлежат Стивену Тайлеру, кроме выделенных.
| №  | Название         | Автор(ы)                     | Длительность |
| -- | ---------------- | ---------------------------- | ------------ |
| 1. | «Make It»        |                              | 3:38         |
| 2. | «Somebody»       | Стивен Эмспэк, Стивен Тайлер | 3:45         |
| 3. | «Dream On»       |                              | 4:27         |
| 4. | «One Way Street» |                              | 7:00         |

| №                   | Название            | Автор(ы)                 | Длительность |
| ------------------- | ------------------- | ------------------------ | ------------ |
| 1.                  | «Mama Kin»          |                          | 4:27         |
| 2.                  | «Write Me a Letter» |                          | 4:10         |
| 3.                  | «Movin’ Out»        | Джо Перри, Стивен Тайлер | 5:02         |
| 4.                  | «Walkin’ the Dog»   | Руфус Томас              | 3:12         |
| Общая длительность: | Общая длительность: | Общая длительность:      | 35:48        |

## В записи участвовали
Aerosmith
- Стивен Тайлер — флейта в «Walkin’ the Dog», губная гармоника в «One Way Street», ведущий вокал
- Джо Перри — соло-гитара, меллотронная педаль в «Dream On», второе гитарное соло в «One Way Street», бэк-вокал
- Брэд Уитфорд — ритм-гитара, первое гитарное соло в «One Way Street»
- Том Гамильтон — бас-гитара
- Джоуи Крамер — ударные, перкуссия

приглашенный музыкант
- Дэвид Вутфорд — саксофон в «Mama Kin» и «Write Me a Letter»

технический персонал
- Адриан Барбер[англ.] — продюсер
- Бадди Верга — продакшн-ассистент
- Адриан Барбер, Кэрил Вейнсток — инженеры
- Боб Стоутон — помощник инженера
- Роберт Агриопулос — фотосъёмка
- Сту Вербин — аннотации к конверту пластинки
- Джойс Мак-Грегор — разработка логотипа группы для конверта пластинки
- Эд Ли, Хироси Морисима — дизайн конверта пластинки

## Позиции в хит-парадах
Альбом:

| Год появления альбома в чарте | Название чарта                 | Наивысшая позиция | Пребывание в чарте | Источник(и)          |
| ----------------------------- | ------------------------------ | ----------------- | ------------------ | -------------------- |
| 1976                          | Канада (RPM 100 Albums)        | 58                | 11 недель          | [ 16 ] [ 17 ] [ 18 ] |
| 1976                          | США (Billboard Top LPs & Tape) | 21                | 59 недель          | [ 19 ]               |

| Хит-парад (1976)                   | Позиция |
| ---------------------------------- | ------- |
| США (Billboard Top Popular Albums) | 48      |

Синглы
| Год появления сингла в чарте | Название чарта                            | Наивысшая позиция | Пребывание в чарте | Источник(и)          |
| «Dream On»                   | «Dream On»                                | «Dream On»        | «Dream On»         | «Dream On»           |
| ---------------------------- | ----------------------------------------- | ----------------- | ------------------ | -------------------- |
| 1973                         | Канада (RPM 100 Singles)                  | 90                | 2 недели           | [ 21 ] [ 22 ]        |
| 1973                         | США (Billboard Hot 100)                   | 59                | 9 недель           | [ 23 ] [ 24 ] [ 25 ] |
|                              |                                           |                   |                    |                      |
| 1976                         | Канада (RPM 100 Singles)                  | 10                | 11 недель          | [ 26 ] [ 27 ] [ 28 ] |
| 1976                         | США (Billboard Hot 100)                   | 6                 | 29 недель          | [ 29 ]               |
|                              |                                           |                   |                    |                      |
| 1994                         | Нидерланды (Nederlandse Top 40)           | 12                | 8 недель           | [ 30 ]               |
| 1994                         | Нидерланды (Mega Top 50)                  | 14                | 9 недель           | [ 31 ]               |
|                              |                                           |                   |                    |                      |
| 2020                         | США (Billboard Hard Rock Streaming Songs) | 4                 | 45 недель          | [ 32 ]               |